# Sillingsfors
Sillingsfors är en bruksort i Långseruds socken i Säffle kommun, belägen cirka 1 mil väster om Nysäter i Värmland efter nuvarande E18, vid sjön Vålungens utlopp. Mellan 1995 och 2020 avgränsade SCB här en småort.

## Historia
I början av 1900-talet fanns bland annat sågverk, garveri och kvarn. Runt 1950 fanns dessutom en brandstation och två livsmedels- och diversehandlare. Hermanssons och Lidens. Wermlandsbanken hade ett kontor och GDG en kiosk och väntsal för busslinjen.